# N.O.V.A.
N.O.V.A. Near Orbit Vanguard Alliance — экшн-приключенческая видеоигра для iPad и других продуктов Apple, разработанная и изданная Gameloft. Она была выпущена 17 декабря 2009 года для iOS и WebOS. 21 декабря 2010 N.O.V.A. Near Orbit Vanguard Alliance вышла на PlayStation Portable и PlayStation 3, всего лишь 5 дней спустя после релиза N.O.V.A. 2. N.O.V.A. Наследие, переиздание оригинальной N.O.V.A., разработанной Gameloft Madrid, была выпущена в Google Play Store (Android) в 2017 году и в App Store (iOS) в 2018 году.

## Геймплей
N.O.V.A. — шутер от первого лица. На протяжении всех 12 уровней игроки сражаются с инопланетными врагами, известные как Ксеносы. Игра берёт основные реплики из научно-фантастических консольных шутеров, таких как Halo и Metroid. Игрок может использовать 8 видов оружия, напоминающих футуристическое оружие, найденное в одной из предыдущих работ Gameloft, Modern Combat: Sandstorm.

### Мультиплеер
Игроки могут использовать мультиплеер следующими способами:
- Локальный WiFi;
- Bluetooth;
- Онлайн (через Gameloft Live).

## Сюжет
Далёкое будущее. Земля больше не пригодна для жизни, люди живут на искусственных спутниках, называемых околоорбитальными. Чтобы защитить себя, жители спутников сформировали военную организацию, известную как Альянс ближнего орбитального авангарда (англ. Near Orbital Vanguard Alliance — NOVA).
Главный герой — капитан Кэл Уордэн, солдат в отставке, которого насильно возвращают на военную службу. Ему помогает Елена, недавно созданный искусственный интеллект, и Прометей, корабельный компьютер. Задача Кэла Уордена — узнать, что случилось на военном грузовом судне «Колониальная гордость», связь с которым была потеряна неделю назад. По ходу игры Кэл сражается с инопланетной армией ксеносов, которая начинает атаковать военные объекты NOVA на планете Новая Церера. После нескольких случаев неподчинения лидеры NOVA удаляют Елену и пытаются убить Кэла с помощью ударной группы, но Кэл сбегает через портал в родной мир ксеносов, чтобы положить конец их вторжению.
Достигнув планеты, Кэл узнает, что ксеносы на самом деле являются опекунами всеведущей расы инопланетян, известных как Судьи, чей лидер, Контролер, счел человеческую расу угрозой, когда человеческий корабль транспортного судна вошел в портал и разбился. Кэл побеждает контролера и предстаёт перед Судьями, которые решат его судьбу на основании действий игрока.
Если Кэл активно помогал другим, Елена вернётся к жизни, Прометей станет защитником человечества и посланником Судей между двумя расами, а лидеры NOVA сотрутся с лица земли за их действия, направленные на спасение самих себя, а не всего остального человечества.
Если Кэл не занимался спасением людей, его начнут преследовать те, кого он не смог спасти. Кэл демонстрирует Судьям храбрость и готовность спасать других, чем заслуживает право на жизнь себе и остальному человечеству. За свой героизм он получает звание «Герой Стрельца» (англ. Hero of Sagittarius), но вскоре после этого он уходит в отставку.

## Релиз
N.O.V.A. HD была выпущена в App Store 1 апреля 2010 года, однако эта версия игры была совместима только с iPad.
21 июля 2010 года, N.O.V.A., наряду с Modern Combat: Sandstorm, Gangstar: West Coast Hustle и Assassin's Creed: Altaïr's Chronicles, была обновлена для iPhone 4. В этом обновлении были добавлены гироскоп, HD и 3D графика и стала совместима с многозадачностью на iOS 4.
31 августа 2010 была выпущена бесплатная версия N.O.V.A. HD на iPad.
Переиздание игры, названное N.O.V.A. Наследие с обновлённой графикой, новым оружием и другими нововведениями, было выпущено 27 марта 2017 года.

## Оценки
| Сводный рейтинг    | Сводный рейтинг                          |
| Агрегатор          | Оценка                                   |
| ------------------ | ---------------------------------------- |
| Metacritic         | iOS: 94/100 iOS (HD): 65/100 PSP: 48/100 |
| Иноязычные издания |                                          |
| Издание            | Оценка                                   |
| IGN                | 9,0/10                                   |
| TouchArcade        | [ 8 ]                                    |